# Пристрель їх (фільм)
«Пристрель їх» (англ. Shoot 'Em Up, також «Застрель їх») — американський кримінальний бойовик з елементами чорного гумору режисера Майкла Девіса (був також сценаристом), що вийшов 2007 року. У головних ролях Клайв Оуен, Пол Джаматті, Моніка Беллуччі.
Продюсерами були Рік Бенатта, Сьюзен Монтфорд, Дон Мерфі. Вперше фільм продемонстрували 26 липня 2007 року у США на Comic-Con.
В Україні фільм стартував у кінопрокаті 25 жовтня 2007 року. Українською мовою озвучено і перекладено студією «Так Треба Продакшн» на замовлення каналу ICTV.

## Сюжет
Сміт стає випадковим свідком нападу на вагітну жінку. Злочинці намагаються вбити її разом з її ще ненародженою дитиною. Сміт захищає жінку, вплутавшись у неймовірну перестрілку, у результаті якої гине породілля. Сміт забирає дитину до своєї знайомої Донни, повії з борделю. Проте на цю дитину полюють злочинці на чолі з Карлом Гертцом.

## У ролях
| Актор           | Персонаж                                               | Роль                                          |
| --------------- | ------------------------------------------------------ | --------------------------------------------- |
| Клайв Оуен      | Містер Сміт (англ. Mr. Smith)                          | випадковий свідок нападу на жінку             |
| Пол Джаматті    | Карл Гертц (англ. Karl Hertz)                          | лідер злочинців, що намагаються вбити немовля |
| Моніка Беллуччі | Донна «Ді. К'ю» Квінтано (англ. Donna "D.Q." Quintano) | повія з борделю                               |
| Стівен Макгетті | Гаммерсон (англ. Hammerson)                            | власник зброярської фабрики                   |
| Ґреґ Брик       | Go-to-Guy (англ. Go-to-Guy)                            | начальник охорони Гаррі Рутледжа              |
| Деніель Пілон   | Гаррі Рутледж (англ. Harry Rutledge)                   | сенатор                                       |

## Сприйняття

### Критика
Фільм отримав змішано-позитивні відгуки: Rotten Tomatoes дав оцінку 66 % на основі 161 відгуку від критиків (середня оцінка 6,2/10) і 64 % від глядачів із середньою оцінкою 3,4/5 (323,982 голоси). Загалом на сайті фільми має позитивний рейтинг, фільму зарахований «стиглий помідор» від кінокритиків і «попкорн» від глядачів, Internet Movie Database — 6,7/10 (105 223 голоси), Metacritic — 49/100 (29 відгуків критиків) і 7,1/10 від глядачів (99 голосів). Загалом на цьому ресурсі від критиків фільм отримав змішано-негативні відгуки, а від глядачів — позитивні.

### Касові збори
Під час показу у США, що почався 7 вересня 2007 року, протягом першого тижня фільм показали у 2,108 кінотеатрах і він зібрав $5,716,554, що на той час дозволило йому зайняти 4 місце серед усіх тогочасних прем'єр. Показ фільму протривав 42 дні (6 тижнів) і завершився 21 жовтня 2007 року. За цей час фільм зібрав у прокаті у США $12,807,139, а у решті світу $14,013,502, тобто загалом $26,820,641 при бюджеті $39 млн. З продажу DVD-дисків було виручено $15,370,150.
Під час показу в Україні, що розпочався 25 жовтня 2007 року, протягом перших вихідних фільм демонстрували на 19 екранах, що дозволило йому зібрати $48,839 і посісти 6 місце в кінопрокаті того тижня. Фільм опустився на дев'яту сходинку українського кінопрокату наступного тижня, хоч досі демонструвався на 19 екранах і зібрав за ті вихідні ще $25,533. Загалом фільм в кінопрокаті України пробув 4 тижні і зібрав $112,918, посівши 101 місце серед найбільш касових фільмів 2007 року.

### Нагороди і номінації
| Номінації і перемоги фільму «Пристрель їх» | Номінації і перемоги фільму «Пристрель їх» | Номінації і перемоги фільму «Пристрель їх»        | Номінації і перемоги фільму «Пристрель їх» | Номінації і перемоги фільму «Пристрель їх» |
| Рік                                        | Нагорода                                   | Категорія                                         | Номінант                                   | Результат                                  |
| ------------------------------------------ | ------------------------------------------ | ------------------------------------------------- | ------------------------------------------ | ------------------------------------------ |
| 2007                                       | Satellite Awards                           | Найкращий актор у кінофільмі, комедії або мюзиклі | Клайв Овен                                 | Номінація                                  |
| 2007                                       | Satellite Awards                           | Найкращий кінофільм, комедія або мюзикл           | фільм                                      | Номінація                                  |